# Raquetbol en los XXI Juegos Centroamericanos y del Caribe
Se detallan los resultados de las competiciones deportivas para la especialidad de Raquetbol
en los XXI Juegos Centroamericanos y del Caribe.

## Raquetbol
El campeón de la especialidad Raquetbol fue  México.

### Medallero
Los resultados del medallero por información de la Organización de los Juegos Mayagüez 2010
fueron:

#### Medallero Total
País anfitrión en negrilla. La tabla se encuentra ordenada por la cantidad de medallas de oro.
| Núm.  | País                 | Oro | Plata | Bronce | Total | Orden por Total |
| ----- | -------------------- | --- | ----- | ------ | ----- | --------------- |
| 1     | México               | 6   | 1     | 1      | 8     | 1               |
| 2     | República Dominicana | 0   | 5     | 1      | 6     | 2               |
| 3     | Venezuela            | 0   | 0     | 3      | 3     | 3               |
| 4     | Costa Rica           | 0   | 0     | 2      | 2     | 4               |
| 4     | Puerto Rico          | 0   | 0     | 2      | 2     | 4               |
| 6     | Guatemala            | 0   | 0     | 1      | 1     | 6               |
| TOTAL | TOTAL                | 6   | 6     | 10     | 22    |                 |

Fuente: Organización de los XXI Juegos Centroamericanos y del Caribe

#### Medallero por Género
País anfitrión en negrilla. La tabla se encuentra ordenada por la cantidad de medallas de oro.
| Clasificación por Oro | País                 | Hombres | Hombres | Hombres | Hombres | Mujeres | Mujeres | Mujeres | Mujeres | TOTAL | Clasificación por Total |
| Clasificación por Oro | País                 |         |         |         | Total   |         |         |         | Total   | TOTAL | Clasificación por Total |
| 1                     | México               | 3       | 1       | 0       | 4       | 3       | 0       | 1       | 4       | 8     | 1                       |
| 2                     | República Dominicana | 0       | 2       | 1       | 3       | 0       | 3       | 0       | 3       | 6     | 2                       |
| 3                     | Venezuela            | 0       | 0       | 3       | 3       | 0       | 0       | 0       | 0       | 3     | 3                       |
| 4                     | Costa Rica           | 0       | 0       | 1       | 1       | 0       | 0       | 1       | 1       | 2     | 4                       |
| 4                     | Puerto Rico          | 0       | 0       | 0       | 0       | 0       | 0       | 2       | 2       | 2     | 4                       |
| 6                     | Guatemala            | 0       | 0       | 0       | 0       | 0       | 0       | 1       | 1       | 1     | 6                       |
| TOTAL                 | TOTAL                | 3       | 3       | 5       | 11      | 3       | 3       | 5       | 11      | 22    |                         |

Fuente: Organización de los XXI Juegos Centroamericanos y del Caribe

### Múltiples Ganadores
El tablero de multimedallas para la de los XXI Juegos Centroamericanos y del Caribe Mayagüez 2010 
presenta a los deportistas destacados que conquistaron más de una medalla en las competiciones de Raquetbol realizadas en Mayagüez, Puerto Rico.
Fuente: 
Organización de los XXI Juegos Centroamericanos y del Caribe Mayagüez 2010. 
| Clasificación del País | Clasificación del Total | Deportista      | País                 | Disciplina |   |   |   | Total |
| 1                      | 298                     | Claudine García | República Dominicana | Raquetbol  | 0 | 2 | 0 | 2     |
| 2                      | 350                     | Simón Perdomo   | República Dominicana | Raquetbol  | 0 | 1 | 1 | 2     |